# تواریپی لاتی
تواریپی لاتی (انگلیسی: Toaripi Lauti؛ ۲۸ نوامبر ۱۹۲۸ – ۲۵ مهٔ ۲۰۱۴) سیاستمدار اهل تووالو بود.
تواریپی لاتی در ۲۵ مه ۲۰۱۴، در سن ۸۵ سالگی درگذشت.